# Dani Lesmana
Dani Lesmana, né le 29 septembre 1992, est un coureur cycliste indonésien.

## Biographie
En 2011, Dani Lesmana se distingue en remportant une étape de montagne du Tour d'Indonésie,, à dix-neuf ans. Il termine également cette épreuve à la sixième place du classement général. La même année, il termine dixième du Tour de Java oriental.
En 2012, il se classe deuxième d'une étape du Jelajah Malaysia.

## Palmarès et résultats

### Palmarès par année
- 2011
  - 5e étape du Tour d'Indonésie

### Classements mondiaux
| Année         | 2012 |
| ------------- | ---- |
| UCI Asia Tour | 33e  |